# Hany Abu-Assad
Hany Abu-Assad, arab. هاني أبو أسعد (ur. 11 października 1961 w Nazarecie) – palestyński reżyser, scenarzysta i producent filmowy. Jego dwa filmy, Przystanek Raj (2005) i Omar (2013), były nominowane do Oscara dla najlepszego filmu nieanglojęzycznego.

## Życiorys
Urodził się w 1961 w Nazarecie. W 1981 wyemigrował do Holandii, gdzie mieszka do dziś. Po ukończeniu studiów w zakresie inżynierii lotniczej w Haarlemie pracował przez kilka lat w tym zawodzie w Amsterdamie. Był zatrudniony na podstawie izraelskiego paszportu, jednak gdy okazało się, że jest z pochodzenia Arabem, a nie Żydem, został zwolniony. Zajął się produkcją telewizyjną i filmową, zakładając w 1990 Ayloul Film Productions.
W 1998 wyreżyserował swój pierwszy film Het 14e kippetje na podstawie scenariusza Arnona Grunberga. Jego późniejszymi projektami były Nazareth 2000 (2001) i Wesele Rany (2002). Holenderska telewizja (VPRO) przestała emitować jego film dokumentalny Ford Transit (2003), gdy okazało się, że palestyński aktor gra w nim rolę brutalnego izraelskiego żołnierza. Wywołało to dyskusję dotyczącą tego, jak daleko filmy dokumentalne powinny odzwierciedlać rzeczywistość.
Przystanek Raj (2005), opowiadający o dwóch Palestyńczykach przygotowujących się do samobójczego ataku w Izraelu, miał swoją premierę w konkursie głównym na 55. MFF w Berlinie. Obraz stał się prawdziwym wydarzeniem i zdobył trzy nagrody. Później przyniósł Abu-Assadowi m.in. Złoty Glob za najlepszy film zagraniczny oraz nominację do Oscara w kategorii filmu obcojęzycznego.
Kolejny sukces uwieńczony nominacją do tej nagrody odniósł Abu-Assad filmem Omar (2013). Była to opowieść o młodym palestyńskim chłopaku, którego ukochana mieszka po drugiej stronie muru na Zachodnim Brzegu Jordanu. Obraz startował w sekcji "Un Certain Regard" na 66. MFF w Cannes, gdzie zdobył Nagrodę Specjalną Jury.